# GMM 25
GMM 25(태국어: จีเอ็มเอ็ม 25)는 GMM 그램미가 소유한 태국의 텔레비전 채널이다.